# Dalida - Coffret 45 tours
Dalida - Coffret 11 45 tours 72/75 è un cofanetto postumo della cantante italo-francese Dalida, pubblicato il 27 maggio 2022 da Universal Music France.
Raccoglie undici 45 giri pubblicati tra il 1972 ed il 1975. Per la prima volta nella discografia dell'artista un cofanetto è stato creato con dei dischi di questo formato.
È stato pubblicato in edizione limitata e numerata.

## DISCO 1 -Parle plus bas/Il faut du temps
Lato A
1. Parle plus bas (Le Parrain)

Lato B
1. Il faut du temps

## DISCO 2 -Mais il y a l'accordéon/Rien qu'un homme de plus
Lato A
1. Mais il y a l'accordéon

Lato B
1. Rien qu'un homme de plus

## DISCO 3 -Vado via/Je suis malade
Lato A
1. Vado via

Lato B
1. Je suis malade

## DISCO 4 -Julien/Non ce n'est pas pour moi
Lato A
1. Julien

Lato B
1. Non ce n'est pas pour moi

## DISCO 5 -Paroles paroles/Pour ne pas vivre seul
Lato A
1. Paroles, paroles (in duo con Alain Delon)

Lato B
1. Pour ne pas vivre seul

## DISCO 6 -Manuel/Des gens qu'on aimerait connaître
Lato A
1. Manuel

Lato B
1. Des gens qu'on aimerait connaître

## DISCO 7 -Anima mia/Ta femme
Lato A
1. Anima mia

Lato B
1. Ta femme

## DISCO 8 -Gigi l'amoroso/Il venait d'avoir 18 ans
Lato A
1. Gigi l'amoroso

Lato B
1. Il venait d'avoir 18 ans

## DISCO 9 -Et de l'amour de l'amour/Mon petit bonhomme
Lato A
1. Et de l'amour, de l'amour (in duo con Richard Chanfray)

Lato B
1. Mon petit bonhomme

## DISCO 10 -Mein lieber herr/Nous sommes tous morts à vingt ans
Lato A
1. Mein lieber herr

Lato B
1. Nous sommes tous morts à vingt ans

## DISCO 11 -Ta femme/Anima mia
Lato A
1. Ta femme

Lato B
1. Anima mia